# Ambasa
Ambasa (ア ン バ サ) — молочний безалкогольний напій, компанії The Coca-Cola Company в Японії. Вона була утворена в 1982 році. Компанія також поширила бренд в Південну Корею в 1984 році. Варіанти цього напою не газовані, ароматизовані версії фруктів (дині та суниці), продаються в Японії.

## Інгредієнти
Корейська версія Ambasa включає в себе інгредієнти: воду, рідку фруктозу, цукор, сухе знежирене молоко, діоксид вуглецю та лимонну кислоту.

## Виноски
1. ↑  Coca-Cola Brands. Coca-Cola Company. Архів оригіналу за 19 липня 2017. Процитовано 18 травня 2009. [Архівовано 2017-07-19 у Wayback Machine.]
2. ↑  Архівована копія. Архів оригіналу за 25 березня 2019. Процитовано 7 липня 2018.{{cite web}}:  Обслуговування CS1: Сторінки з текстом «archived copy» як значення параметру title (посилання)